# Чупров, Борис Владимирович
Борис Владимирович Чупров (род. 1 мая 1951 года, Дмитров, Московская область, РСФСР, СССР) — советский и российский художник, член-корреспондент РАХ (2020).

## Биография
Родился 1 мая 1951 года в городе Дмитров Московской области, где живёт и работает.
В 1969 году — окончил Московскую среднюю школу при институте В. И. Сурикова, в 1974 году — Московское высшее художественно-промышленное училище (сейчас — Строгановское), отделение монументальной живописи, под руководством Г. М. Коржева, В. К. Замкова, С. А. Павловского.
С 1982 года — член Союза художников СССР.
В 2020 году — избран членом-корреспондентом Российской академии художеств от Отделения живописи.

## Творческая деятельность
Основные произведения: росписи в интерьере культурного центра г. Усть-Камчатск; росписи и картины в интерьере гостиничного комплекса Измайлово; живопись в интерьере ресторана «Купеческий Двор» (парк Яхрома Московской области); живописное полотно в зале Боевой Славы, посвящённое Битве за Москву 1941 года; серия картин, посвящённых истории г. Дмитрова для интерьеров администрации города; росписи церкви Покрова с. Жестелева Дмитровского района Московской области.
Постоянный участник выставок с 1975 года.

## Награды
- Заслуженный художник Российской Федерации (2011)[1]
- Лауреат премии комсомола Подмосковья (1980) — за цикл монументальных работ, сделанных в Дмитровском районе
- Заслуженный работник культуры Московской области (2007)